# Paraboea treubii
Paraboea treubii är en tvåhjärtbladig växtart som först beskrevs av H.O. Forbes, och fick sitt nu gällande namn av Brian Laurence Burtt. Paraboea treubii ingår i släktet Paraboea och familjen Gesneriaceae. Inga underarter finns listade i Catalogue of Life.